# Phong trào Yamagishi
Phong trào Yamagishi là một mạng lưới cộng đồng có chủ đích đi theo chủ nghĩa quân bình bắt nguồn từ Nhật Bản. Những người trong cộng đồng này sống mà không cần tiền chỉ với tài sản cá nhân tối thiểu, thế nhưng mọi nhu cầu của họ đều được cộng đồng cung cấp đầy đủ. Không có người làm chủ hoặc quy định giờ giấc làm việc. Các ngành công nghiệp chính của cộng đồng này chủ yếu là trồng trọt và chăn nuôi gia súc.

## Lịch sử
Phong trào này bắt đầu vào năm 1956, khi người khởi xướng tên là Yamagishi Miyozo và một nhóm môn đệ theo ông đã tích lũy đủ nguồn lực gầy dựng mạng lưới của họ. Đến năm 2008, cả nhóm có khoảng 1.200 thành viên tại Nhật Bản.

## Toàn thế giới
Nhóm này còn có các cộng đồng trên toàn thế giới ở Úc, Brasil, Thái Lan, Hàn Quốc, Thụy Sĩ và Mỹ.

## Kiện tụng và chỉ trích
Các thành viên cũ đã đệ đơn khởi kiện phong trào này nhằm tìm cách thu hồi tài sản tài chính của họ, vốn là những thứ được yêu cầu quyên góp khi vừa mới gia nhập. Phong trào cũng vấp phải làn sóng chỉ trích từ giới truyền thông Nhật Bản vì các vấn đề phúc lợi trẻ em.